# Kana Nanajima
Kana Nanajima (japanisch 七島 佳那 Nanajima Kana, * 24. Juni) ist eine japanische Mangaka und Illustratorin.

## Werdegang und Werk
Nanajimas Debüt als professionelle Zeichnerin war 2006 Makimodoshi no Koi no Uta. Die Romanze erzählt von einem Paar an der Oberschule, in dem der Junge noch seiner Exfreundin nachhängt und dem Mädchen von einem anderen, sehr beliebten Schüler Avancen gemacht werden. Es folgten viele weitere kürzere Serien, die fast alle romantische Geschichten sind, meist an der Oberschule spielen und gelegentlich auch Comedy-Elemente enthalten. Sie erschienen fast alle in Shōjo-Magazinen, die sich an jugendliche Mädchen richten.
Auf Deutsch erschienen von Nanajima 2014 die Kurzgeschichtensammlung Air Koi bei Egmont Manga und 2015 Kiken Mania – Gefährliche Leidenschaft bei Tokyopop. Beide Mangas erzählen über erste Liebe und Beziehungsdramen an der Schule. Nanajimas längste bisher erschienene Serie ist Natsumeki!!, die von 2011 bis 2013 veröffentlicht wurde und acht Bände umfasst. Sie erzählt von Natsume, die wegen der Krankheit ihrer jüngeren Schwester an eine andere Oberschule wechseln muss. Sie versucht, sich als coole Schönheit zu etablieren, wird aber vom kindischen Yudai in den Klub für japanischen Tanz hineingezogen.

## Bibliografie (Auswahl)
- Makimodoshi no Koi no Uta (まきもどしの恋の詩, 2006, 1 Band)
- Crazy Love Game (2007, 1 Band)
- Kick! (2007, 1 Band)
- Koi ja Nai no da! (恋じゃないのダ！, 2008, 2 Bände)
- Kokoro Scramble (ココロスクランブル, 2008, 1 Band)
- 7 Senchi! (7センチ！, 2009, 3 Bände)
- Air Koi (2010, 1 Band, Kurzgeschichtensammlung)
- Iya da nante Iwasenai (イヤだなんて言わせない, 2010, 2 Bände)
- Natsumeki!! (ナツメキッ!!, 2011–2013, 8 Bände)
- Gyū!! – Kare no Koto ga Suki Sugite Komacchau! (ギュウっ!! 彼のことが好きスギて困っちゃう!, 2013, 1 Band)
- Kiken Mania – Gefährliche Leidenschaft (キケンマニア Kiken Mania, 2013, 2 Bände)
- Gekijō Komoriuta (激情コモリウタ, 2014, 2 Bände)
- Hajimete, Koi, Shita. (いちねんの恋は元旦にあり, 2015, 1 Band, Kurzgeschichtensammlung)
- Boku wa Kimi no Mono (僕はキミのもの, 2015, 1 Band)
- Cinderella Concierge (2018, 2 Bände)
- Kimi ni o kusuri wa arimasen. (キミにおくすりはありません。, 2018, 1 Band)
- No Splash (2018, 1 Band)
- Kondo no koi wa kachimashou (今度の恋は勝ちましょう, 2019, 2 Bände)
- Wedding Call (2020, 3 Bände)